# Championnat de Finlande de hockey sur glace 1936-1937
Saison précédente Saison suivante
La saison 1936-1937 est la neuvième saison de la SM-sarja.
L'Ilves Tampere remporte le 9e titre de champion de Finlande en terminant à la première place du classement.

## Déroulement

### Classement
| Clt   | Équipe        | PJ | V | D | N | BP | BC | Diff | Pts |
| ----- | ------------- | -- | - | - | - | -- | -- | ---- | --- |
| +001, | Ilves Tampere | 6  | 4 | 2 | 0 | 22 | 11 | +11  | 10  |
| +002, | KIF Helsinki  | 6  | 3 | 2 | 1 | 22 | 18 | +4   | 8   |
| +003, | HJK Helsinki  | 6  | 3 | 0 | 3 | 14 | 13 | +1   | 6   |
| +004, | Åbo IFK       | 6  | 0 | 0 | 6 | 11 | 27 | -16  | 0   |

- Champion de Finlande
- Barrage de promotion-relégation
- Relégué en I-divisionna

### Meilleurs pointeurs
Cette section présente les meilleurs pointeurs de la saison.
| Clt | Joueur         | Équipe        | PJ | B  | A | Pts | Pun |
| --- | -------------- | ------------- | -- | -- | - | --- | --- |
| 1   | Jussi Tiitola  | Ilves Tampere | 6  | 11 | 3 | 14  | 0   |
| 2   | Matti Wasama   | Ilves Tampere | 6  | 4  | 2 | 6   | 0   |
| 3   | Risto Tiitola  | Ilves Tampere | 6  | 2  | 2 | 4   | 0   |
| 4   | Klaus Hagström | KIF Helsinki  | 6  | 3  | 0 | 3   | 0   |